# Taverniera glauca
Taverniera glauca är en ärtväxtart som beskrevs av Michael Pakenham Edgeworth. Taverniera glauca ingår i släktet Taverniera och familjen ärtväxter. Inga underarter finns listade i Catalogue of Life.